# AC Hotels by Marriott

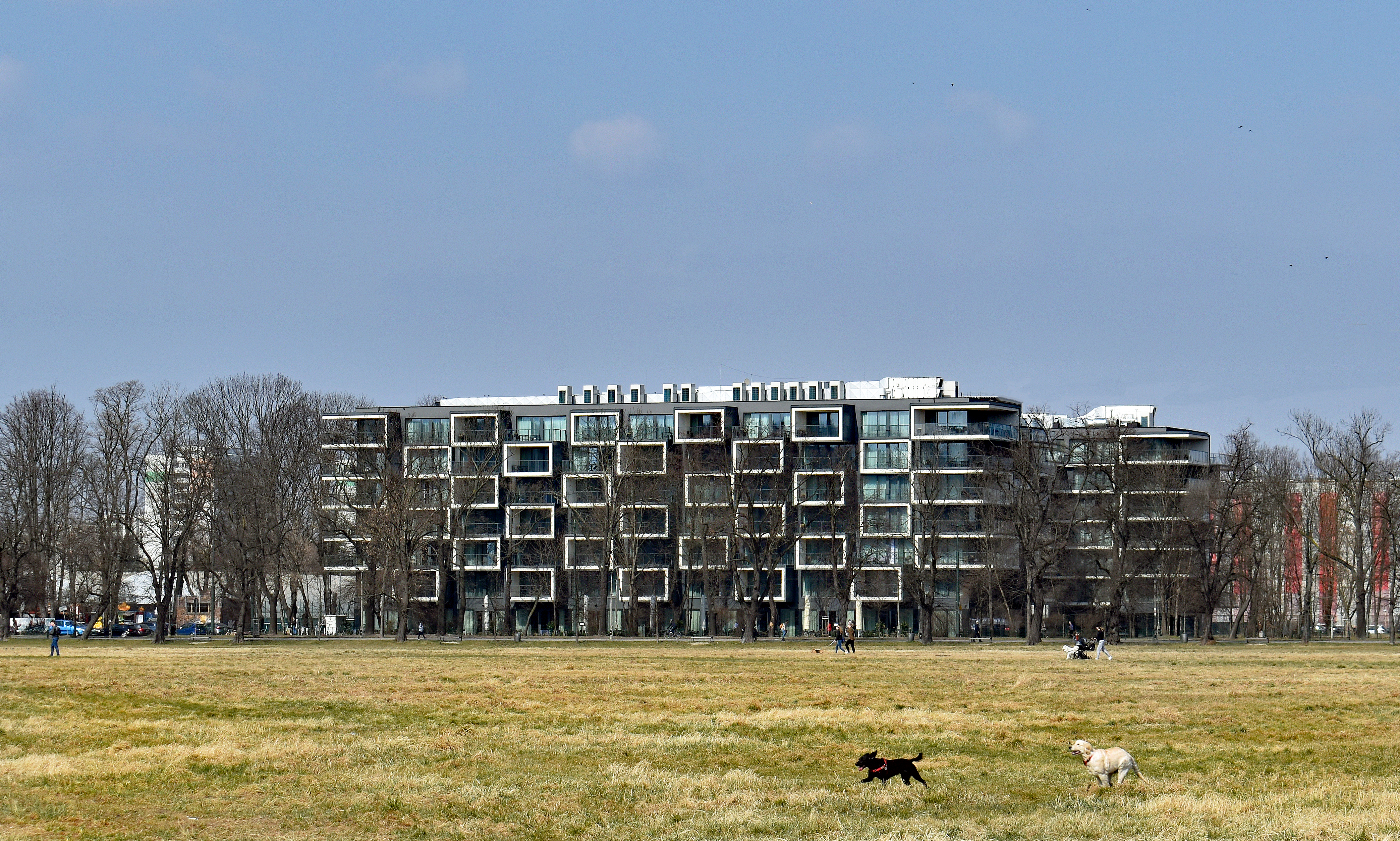
AC Hotel by Marriott Krakow
Kraków al. 3 Maja 51

AC Hotels by Marriott – amerykańska sieć hotelowa należąca do grupy Marriott International. Do sieci należą 203 hotele z łącznie 31 165 pokojami (31 grudnia 2021).

## Historia
Sieć powstała w 1998 r. w Madrycie, w Hiszpanii pod nazwą AC Hoteles S.A. Założycielem jej jest Antonio Catalán. 8 czerwca 2011 kupiona przez Marriott International. Zmieniono również jej nazwę na obecną.

## Hotele
Do sieci należą 233 hotele na całym świecie, w tym 92 hotele w Europie. W Polsce znajdują się dwa hotele AC (21 luty 2021). 
Największy hotel tej sieci w Europie został otwarty w 2021 roku w Krakowie przez operatora Grupa Hotelowa PI.

### Afryka
- Południowa Afryka

- AC Hotel Cape Town Waterfront

### Ameryka Południowa
- Chile

- AC Hotel Santiago Costanera Center

- Kolumbia

| • AC Hotel Bogota Zona T | • AC Hotel Santa Marta |

- Peru

- AC Hotel Lima Miraflores

### Ameryka Północna
- Kanada

- AC Hotel Montreal Downtown

- Stany Zjednoczone

- Alabama

| * AC Hotel Huntsville Downtown | * AC Hotel Tuscaloosa Downtown |

- Arizona

| • AC Hotel Phoenix Biltmore | • AC Hotel Phoenix Tempe/Downtown | • AC Hotel Tucson Downtown |
| • AC Hotel Phoenix Downtown | • AC Hotel Scottsdale North       |                            |

- Arkansas

- AC Hotel Little Rock Downtown

- Floryda

| • AC Hotel Clearwater Beach                       | • AC Hotel Gainesville Downtown     | • AC Hotel Miami Beach    | • AC Hotel Miami Wynwood            | • AC Hotel St. Petersburg                          |
| • AC Hotel Fort Lauderdale Airport                | • AC Hotel Miami Airport West/Doral | • AC Hotel Miami Brickell | • AC Hotel Orlando Downtown         | • AC Hotel Tallahassee Universities at the Capitol |
| • AC Hotel Fort Lauderdale Beach                  | • AC Hotel Miami Aventura           | • AC Hotel Miami Dadeland | • AC Hotel Orlando Lake Buena Vista | • AC Hotel Tampa Airport                           |
| • AC Hotel Fort Lauderdale Sawgrass Mills/Sunrise |                                     |                           |                                     |                                                    |

- Georgia

| • AC Hotel Atlanta Airport Gateway          | • AC Hotel Atlanta Downtown | • AC Hotel Atlanta Perimeter |
| • AC Hotel Atlanta Buckhead at Phipps Plaza | • AC Hotel Atlanta Midtown  | • AC Hotel Columbus Downtown |

- Hawaje
- AC Hotel by Marriott Maui Wailea

- Illinois

- AC Hotel Chicago Downtown

- Iowa

- AC Hotel Des Moines East Village

- Kalifornia

| • AC Hotel Beverly Hills        | • AC Hotel Los Angeles South Bay | • AC Hotel Pleasanton                                    | • AC Hotel San Jose Downtown    | • AC Hotel Santa Rosa Sonoma Wine Country |
| • AC Hotel Downtown Los Angeles | • AC Hotel Oakland Downtown      | • AC Hotel San Diego Downtown Gaslamp Quarter            | • AC Hotel San Jose Santa Clara | • AC Hotel Sunnyvale Cupertino            |
| • AC Hotel Irvine AC Hotel      | • AC Hotel Palo Alto             | • AC Hotel San Francisco Airport/Oyster Point Waterfront | • AC Hotel San Rafael           | • AC Hotel Sunnyvale Moffett Park         |

- Karolina Południowa

| • AC Hotel Greenville | • AC Hotel Spartanburg |

- Karolina Północna

| • AC Hotel Asheville Downtown   | • AC Hotel Charlotte Ballantyne  | • AC Hotel Charlotte SouthPark | • AC Hotel Raleigh Downtown    |
| • AC Hotel Chapel Hill Downtown | • AC Hotel Charlotte City Center | • AC Hotel Durham              | • AC Hotel Raleigh North Hills |

- Kentucky

- AC Hotel Louisville Downtown

- Kolorado

| * AC Hotel Denver Downtown | * AC Hotel Frisco Colorado |

- Luizjana

- AC Hotel New Orleans Bourbon

- Maine

- AC Hotel Portland Downtown/Waterfront, ME

- Maryland

| * AC Hotel Bethesda Downtown | * AC Hotel National Harbor Washington, DC Area |

- Massachusetts

| • AC Hotel Boston Cambridge        | • AC Hotel Boston Downtown | • AC Hotel Boston North |
| • AC Hotel Boston Cleveland Circle | • AC Hotel Worcester       |                         |

- Michigan

- AC Hotel Grand Rapids Downtown

- Minnesota

| • AC Hotel Bloomington Mall of America | • AC Hotel Minneapolis Downtown | • AC Hotel Minneapolis West End |

- Missisipi

- AC Hotel Jackson Ridgeland

- Missouri

| * AC Hotel Kansas City Plaza | * AC Hotel St. Louis Central West End | * AC Hotel St. Louis Chesterfield |

- New Hampshire

- AC Hotel Portsmouth Downtown/Waterfront

- New Jersey

- AC Hotel Bridgewater

- Nowy Jork

| • AC Hotel New York Downtown | • AC Hotel New York Times Square |

- Ohio

| • AC Hotel Cincinnati at Liberty Center                     | • AC Hotel Cleveland Beachwood   | • AC Hotel Columbus Dublin |
| • AC Hotel Cincinnati at The Banks AC Hotel Columbus Dublin | • AC Hotel Columbus Downtown, OH | • AC Hotel Dayton          |

- Oklahoma

- AC Hotel Oklahoma City Bricktown

- Oregon

| * AC Hotel Portland Beaverton | * AC Hotel Portland Downtown, OR |

- Pensylwania

| • AC Hotel Pittsburgh Downtown | • AC Hotel Pittsburgs Southpointe |

- Teksas

| • AC Hotel Austin Hill Country | • AC Hotel Dallas by the Galleria | • AC Hotel Dallas Frisco       | • AC Hotel Houston Downtown      |
| • AC Hotel Austin-University   | • AC Hotel Dallas Downtown        | • AC Hotel Fort Worth Downtown | • AC Hotel San Antonio Riverwalk |

- Tennessee

| * AC Hotel Nashville Brentwood | * AC Hotel Nashville Downtown |

- Utah

| • AC Hotel Park City | • AC Hotel Salt Lake City Downtown |

- Waszyngton

| * AC Hotel Seattle Bellevue/Downtown | * AC Hotel Vancouver Waterfront |

- Waszyngton DC

| • AC Hotel Washington DC Capitol Hill Navy Yard | • AC Hotel Washington DC Convention Center | • AC Hotel Washington DC Downtown |

- Wisconsin

- AC Hotel Madison Downtown

### Ameryka Środkowa & Karaiby
- Dominikana

- AC Hotel Punta Cana

- Gwatemala

- AC Hotel Guatemala City

- Jamajka

- AC Hotel Kingston, Jamaica

- Kostaryka

| * AC Hotel Heredia Belen | * AC Hotel San Jose Escazu |

- Meksyk

| • AC Hotel Guadalajara Expo, Mexico | • AC Hotel Monterrey Valle | • AC Hotel Saltillo | • AC Hotel Veracruz |
| • AC Hotel Guadalajara, Mexico      | • AC Hotel Queretaro Antea | • AC Hotel Santa Fe |                     |

- Panama

- AC Hotel Panama City

- Portoryko

- AC Hotel San Juan Condado

### Australia & Oceania
- Australia

- AC Hotel Melbourne Southbank

### Azja
- Chiny

| * AC Hotel Ganzhou Quannan | * AC Hotel Suzhou China |

- Japonia

- AC Hotel Tokyo Ginza

- Korea Południowa

- AC Hotel Seoul Gangnam

- Malezja

| • AC Hotel Kuala Lumpur | • AC Hotel Kuantan | • AC Hotel Penang |

### Europa
- Austria: Innsbruck AC Hotel Innsbruck
- Chorwacja: Split AC Hotel Split
- Dania: Kopenhaga AC Hotel Bella Sky Copenhagen
- Francja:

- Dugny AC Hotel Paris Le Bourget Airport
- Juan-les-Pins AC Hotel Ambassadeur Antibes- Juan les Pins
- Marsylia AC Hotel Marseille Prado Velodrome
- Nicea AC Hotel Nice
- Paryż AC Hotel Paris Porte Maillot
- Saint-Julien-en-Genevois AC Hotel Saint-Julien-en-Genevois
- Strasburg AC Hotel Strasbourg

- Hiszpania:

- A Coruña AC Hotel A Coruna
- Alcalá de Henares AC Hotel Alcala de Henares
- Algeciras AC Hotel Algeciras
- Alicante AC Hotel Alicante
- Almería AC Hotel Almeria
- Badajoz AC Hotel Badajoz
- Barcelona AC Hotel Barcelona Forum; AC Hotel Diagonal L′Illa; AC Hotel Irla; AC Hotel Sants; AC Hotel Victoria Suites
- Burgos AC Hotel Burgos
- Elda AC Hotel Elda
- Gavà AC Hotel Gava Mar Airport
- Gijón AC Hotel Gijón
- Guadalajara AC Hotel Guadalajara, Spain
- Huelva AC Hotel Huelva
- Kordoba AC Hotel Cordoba
- La Línea de la Concepción AC Hotel La Linea
- Las Palmas de Gran Canaria AC Hotel Gran Canaria; AC Hotel Iberia Las Palmas
- León AC Hotel Leon San Antonio
- L’Hospitalet de Llobregat AC Hotel Som
- Logroño AC Hotel La Rioja
- Madryt AC Hotel Aitana; AC Hotel Aravaca; AC Hotel Atocha; AC Hotel Avenida de America; AC Hotel Carlton Madrid; AC Hotel Coslada Aeropuerto; AC Hotel Cuzco; AC Hotel Los Vascos; AC Hotel Madrid Feira; AC Hotel Recoletos
- Malaga AC Hotel Malaga Palacio
- Murcja AC Hotel Murcia
- Oviedo AC Hotel Oviedo Forum
- Palencia AC Hotel Palencia
- Palma AC Hotel Ciutat de Palma
- Ponferrada AC Hotel Ponferrada
- Pozuelo de Alarcón AC Hotel La Finca
- San Sebastián de los Reyes AC Hotel San Sebastian de los Reyes
- Sant Cugat del Vallès AC Hotel Sant Cugat
- Santa Cruz de Tenerife AC Hotel Tenerife
- Sewilla AC Hotel Ciudad de Sevilla; AC Hotel Sevilla Forum; AC Hotel Sevilla Torneo
- Tarragona AC Hotel Tarragona
- Toledo AC Hotel Ciudad de Toledo
- Tudela AC Hotel Ciudad de Tudela
- Valladolid AC Hotel Palacio de Santa Ana
- Vigo AC Hotel Palacio Universal
- Vitoria-Gasteiz AC Hotel General Alava
- Walencja AC Hotel Colon Valencia; AC Hotel Valencia
- Zamora AC Hotel Zamora

- Łotwa: Ryga AC Hotel Riga
- Malta: St. Julian’s AC Hotel St. Julian's
- Niemcy:

- Berlin AC Hotel Berlin Humboldthain Park
- Moguncja AC Hotel Mainz
- Würzburg AC Hotel Würzburg

- Polska:

- Kraków AC Hotel Krakow, Al. 3 Maja 51
- Wrocław AC Hotel Wroclaw, Pl. Wolności 10

- Portugalia: Porto AC Hotel Porto
- Słowacja: Bratysława AC Hotel Bratislava Old Town
- Szwecja: Solna AC Hotel Stockholm Ulriksdal
- Turcja, Stambuł AC Hotel Istanbul Macka
- Wielka Brytania:

- Belfast AC Hotel Belfast
- Birmingham AC Hotel Birmingham
- Inverness AC Hotel Inverness
- Manchester AC Hotel Manchester City Centre; AC Hotel Manchester Salford Quays

- Włochy:

- Bolonia AC Hotel Bologna
- Brescia AC Hotel Brescia
- Florencja AC Hotel Firenze
- Genua AC Hotel Genova
- Mediolan AC Hotel Milano
- Padwa AC Hotel Padova
- Piza AC Hotel Pisa
- Sesto San Giovanni AC Hotel Milan Sesto
- Turyn AC Hotel Torino
- Vicenza AC Hotel Vicenza
- Wenecja AC Hotel Venezia